# 1117

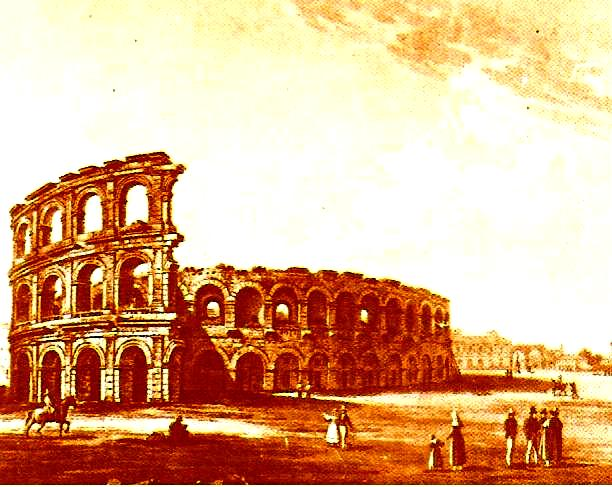
Arena van Verona (19e-eeuwse afbeelding)

Het jaar 1117 is het 17e jaar in de 12e eeuw volgens de christelijke jaartelling.

## Gebeurtenissen
- Ahmad Sanjar, sultan van Khorasan, neemt Ghazni in. Hij zet de Ghaznavidische heerser Arslan Sjah af en stelt diens broer Bahram Sjah aan in zijn plaats.
- 3 januari - Een zware aardbeving richt verwoestingen aan in Noord-Italië, waarbij ongeveer 30.000 doden vallen. De Arena van Verona stort gedeeltelijk in.
- De Alding beslist dat alle IJslandse wetten opgeschreven moeten worden.
- Het klooster Dünnwald wordt gesticht.
- Voor het eerst vermeld: Houthalen, Kemzeke, Meerbeek, Merchtem, Waarbeke

## Opvolging
- Aleppo - Lulu opgevolgd door Ilghazi van Mardin
- Bohemen - Wladislaus I opgevolgd door zijn broer Bořivoj II
- Brunswijk - Gertrudis opgevolgd door haar dochter Richenza van Northeim en dier echtgenoot Lotharius van Supplinburg
- Ghaznaviden - Arslan Sjah opgevolgd door zijn broer Bahram Sjah
- Venetië (doge) - Ordelaffo Falier opgevolgd door Domenico Michiel

## Geboren
- Hendrik I, graaf van Gelre (jaartal bij benadering)
- Humfred II van Toron, Jeruzalems edelman (jaartal bij benadering)

## Overleden
- 14 februari - Bertrada van Montfort, (onofficieel) echtgenote van Filips I
- 16 april - Magnus Erlendsson, graaf van Orkney
- 9 december - Gertrudis (~59), markgravin van Brunswijk
- Anselmus van Laon, Frans theoloog
- Gertrudis van Vlaanderen, Zuid-Nederlands edelvrouw
- Ida van Chiny (~39), Frans edelvrouw
- Ordelaffo Falier, doge van Venetië
- Gilbert Crispin, Normandisch abt en theoloog (of 1118)